# Čakra
Čákra (sanskrtsko cakra चक्र pomeni kolo, krog, tudi kolo življenja) so »energetski« centri v človeškem telesu po izročilu vzhodni kultur, predvsem v hinduizmu in duhovnih sistemih joge, kot tudi vedno bolj na Zahodu.

## Sedem glavnih čaker
Sedem glavnih čaker je razporejeno od presredka do vrha glave. Vsaka čakra ima svojo funkcijo, je povezana z določeno barvo in osnovnim elementom in drugimi lastnostmi in karakteristikami.
| Čakra                                  | Barva                | Področja delovanja                                                                                                   | Element        |
| -------------------------------------- | -------------------- | --- | -------------- |
| korenska muladhara, मूलाधार               | rdeča                | življenjska sila, volja po samoohranitvi, odpornost, vztrajnost, povezanost z zemljo, ritmom in naravo, vzdržljivost | zemlja         |
| spolna swadhisthana, स्वाधिष्ठान            | oranžna              | zavedanje lastnega telesa, vitalnost, zdravilna energija, prepričljivost, navdušenje, ženska energija                | voda           |
| solarni pleksus manipura, मणिपूर         | rumena               | občutenje jaza, čustvenost, sočutje, empatija, hrepenenje, vzdržljivost in prodornost, spontanost                    | ogenj          |
| srčna anahata, अनाहत                    | zelena ali vijolična | ljubezen, toplina, občutek lastne vrednosti, sposobnost umetniškega izražanja, strpnost, predanost                   | zrak           |
| grlna ali vratna viśuddha, विशुद्ध        | modra                | komunikativnost, samozavedanje, sposobnost koncentracije in učenja, razum, mišljenje, individualnost                 | prostor (eter) |
| tretje oko ājñā, आज्ञा                   | indigo               | samozavedanje, ustvarjalna energija, intuicija, duhovna spoznanja, jasnovidnost, moč predstavljanja                  | /              |
| kronska na vrhu glave sahasrāra, सहस्रार | vijolična            | povezanost z vesoljem, duhovna moč, spiritualnost, znanje, religioznost, notranje oko                                | /              |

## Kolesa energije
Indijci so preričani, da je v ljudeh energija, ki v obliki kače počiva pod hrbtenico; to je življenjska sila kundalini ("zvita v klobčič"). To spečo energijo je mogoče s tehniko kundalini joge imenovane tudi tantra joga, zbuditi. Bolj ko kdo napreduje v spiritualnih vajah, več možnosti je, da se kundalini dvigne po osrednjem energijskem kanalu sušumna, ob hrbtenici navzgor. Med potjo aktivira 6 energijskih središč - čaker, s tem procesom pa so povezana nekatera spiritualna izkustva.
Čakra kot kolo označuje krožno središče vrteče se energije v telesu. Šest čaker leži v telesu, sedma pa je zunaj njega, neposredno pod temenom. Po kundalini jogi ima vsak človek vse višje stopnje zavesti v potencialni obliki, uresniči pa jih lahko s postopnim aktiviranjem svojih energijskih središč.
Jogi v vsaki čakri, do katere mu uspe dvigniti kundalini, doživi posebno vrsto blaženosti, obenem pa pridobi tudi paranormalne sposobnosti (sidhi) in je zmožen nove oblike spoznanja. Kundalini joga obsega vaje očiščevanja, askezo, šolanje dihanja, določene telesne položaje (asane) med meditacijo, določene kretnje rok (mudre) in intenzivno poglabljanje vase.

## Spodnje čakre
Prva čakra, imenovana muladhara, leži med spolovilom in zadnjikom in obvladuje spolne organe ter izločala. Ko se kača kundalni zbudi, se najprej razširi po tem energijskem središču. Tedaj jogi premaga svojo "zemeljskost" in nima nobenega strahu več pred telesno smrtjo. In kdor se preda tej ravni zavesti, začne sam iz sebe postajati moder. Drugo energijsko središče se imenuje čakra svadhistama: leži tik nad genitalijami in obvladuje drobovje. Ko jo kundalini doseže, jogi pridobi sposobnost intuitivnega spoznanja. S to čakro je mogoče odpraviti poželenje, jezo, pohlep, prevaro, ponos in druge duhovne nečistoče v obliki identifikacij ter v celoti obvladati čute. Tretja čakra je manipura in leži pri popku. Ko kača kundalini pride do nje, jogi doseže jasnovidnost. Tudi nobena bolezen mu več ne more do živega, ker je odslej lahko premaga. Obvladuje tudi ogenj.

## Zgornje čakre
Četrto energijsko središče, čakra anahata, se nahaja v območju srca, zato jo imenujemo srčna čakra. Povezana je z zrakom in njegovimi lastnostmi. Kdor se jo nauči obvladati, doseže sposobnost zunajtelesnega izkustva in lahko prodre v telesa drugih ljudi. Ta čakra je tudi simbolično v zvezi s kozmično ljubeznijo, kar pomeni, da se tisti, ki jo obvlada, lahko v pravem pomenu besede prestavi v druge ljudi in tako uresniči ljubezen do vsega živega. Višudha je naslednja čakra; leži na spodnjem koncu vratu. Višudha pomeni "čistost". Ko jo jogi aktivira, se znajde na ravni zavesti, polni fine snovi etra. Jogi višje stopnje na tej ravni doseže popolno spoznanje Ved, svetih knjig hinduizma. Celo ob propadu vsega vesolja, do katerega po hindujskem prepričanju v velikem ciklu stvarjenja in uničenja prihaja vedno znova, njegovo bistvo nikoli več ne bo izginilo. To pomeni, da se do te mere prebujena zavest nikoli več ne more vrniti v samopozabo, ki je značilna za navadnega človeka, ujetega v krog ponovnih rojstev. Ta čakra podeljuje tudi vedenje o preteklosti, sedanjosti in prihodnosti. Kača kundalini končno doseže še zadnjo čakro v telesu, imenovano ajna, ki leži med obrvema in jo zato na Zahodu imenujejo tudi "tretje oko". Tu se odpre duhovno oko in v tej čakri prebujena zavest doseže svoj prvi "vrhunec". Kdor jo obvlada, lahko uniči vso karmo - vsoto dejanj in njihovih posledic - svojega minulega življenja in postane jivanmukti: osvobojenec, ki ima vse višje in nižje pranormalne sposobnosti.